# Apollofane
Apollofane (in greco antico: Ἀπολλοφάνης ὁ Σωτήρ?, Apollophánēs ho Sōtér; l'epiteto Sotere vuol dire "salvatore" ed è piuttosto comune nella nomenclatura regale ellenistica; fl. I secolo a.C.) fu un sovrano del Regno indo-greco, il cui regno è testimoniato solo da alcune monete.
Secondo Osmund Bopearachchi, Apollofane regnò tra il 35 e il 25 a.C. sul Punjab orientale, nel moderno Pakistan. Sarebbe stato uno degli ultimi sovrani indo-greci, che dovettero fronteggiare l'invazione degli Indo-sciti.
William Woodthorpe Tarn pone Apollofane intorno al 70 a.C., accomunandolo ad Apollodoto II, Zoilo II e Dionisio come re dipendenti o successori di Stratone I.
Ahmad Hasan Dani vuole Apollofane regnante molto prima di quanto ipotizzato da Bopearachchi e Tarn, tra il 100 e l'85 a.C., facendolo sovrano delle valli dello Swāt e del Dir. Lo considera un successore di Dionisio (115-100 a.C.), un predecessore di Teofilo (95-80 a.C.) e un contemporaneo di Zoilo (100-80 a.C.) e Artemidoro (100-80 a.C.), sebbene metta i suoi contemporanei Peucalo e Telefo come membri di una dinastia "occidentale".
Awadh Kishore Narain, come Dani, data Apollofane molto presto, verso il 95-80 a.C.